# 資料市集
数据集市（英語：Data Mart），是数据仓库（Data Warehouse）的一种特殊形式。正如数据仓库，数据集市也包含对操作数据的快照，便于用户基于历史趋势与经验进行战略决策。两者的決定性差異在于数据集市在有具体的、预先定义好了的对被选数据分组并配置的需求基础之上建立。配置数据集市强调对相关信息的易连接性。